# Långsjön (Arjeplogs socken, Lappland)
Långsjön är en sjö i Arjeplogs kommun i Lappland och ingår i Piteälvens huvudavrinningsområde. Sjön har en area på 0,469 kvadratkilometer och ligger 548,1 meter över havet. Långsjön ligger i Långsjön-Gåbrek fjällurskog Natura 2000-område.

## Delavrinningsområde
Långsjön ingår i det delavrinningsområde (736267-161270) som SMHI kallar för Mynnar i Bårgåjaure. Medelhöjden är 584 meter över havet och ytan är 22,85 kvadratkilometer. Det finns inga avrinningsområden uppströms utan avrinningsområdet är högsta punkten. Vattendraget som avvattnar avrinningsområdet har biflödesordning 3, vilket innebär att vattnet flödar genom totalt 3 vattendrag innan det når havet efter 206 kilometer. Avrinningsområdet består mestadels av skog (90 procent). Avrinningsområdet har 1,08 kvadratkilometer vattenytor vilket ger det en sjöprocent på 4,7 procent.